# Odznaka „Przodujący Kolejarz”
Odznaka „Przodujący Kolejarz” – polskie resortowe odznaczenie cywilne ustanowione w okresie PRL (21 kwietnia 1954) i nadawane również w III RP, przyznawane w formie odznaki honorowej jako zaszczytne wyróżnienie zawodowe, początkowo wyłącznie pracownikom kolejnictwa, później (od 1967) również pracownikom innych resortów. Początkowo odznaka była jednostopniowa, a od 1969 dwustopniowa (złota i srebrna).

## Historia
W dekrecie Rady Państwa z dnia 21 kwietnia 1954 o niektórych prawach i obowiązkach pracowników kolejowych, który stosował się do wszystkich pracowników zatrudnionych w Ministerstwie Kolei i w jednostkach organizacyjnych przedsiębiorstwa „Polskie Koleje Państwowe”, został określony system wyróżnień tych pracowników. Szóstym wyróżnieniem (w siedmiostopniowej skali) była odznaka „Przodujący Kolejarz”. Wyższym wyróżnieniem był jedynie tytuł honorowy „Zasłużony Kolejarz PRL”. Ten sam dekret nakładał na Ministra Kolei obowiązek wydania regulaminu odznaki „Przodujący Kolejarz” określającego tryb jej nadawania i pozbawiania.
Regulamin odznaki został wydany zarządzeniem Ministra Kolei z dnia 5 sierpnia 1954 z mocą od dnia 1 maja 1954, a opis odznaki, jej wzór i rozmiary zarządzeniem z dnia 13 września 1955 również z mocą od dnia 1 maja 1954. Jednym z punktów regulaminu był obowiązek noszenia odznaki („§12. Wyróżniony pracownik powinien zasadniczo nosić odznakę stale oraz posiadać przy sobie dokument stwierdzający uprawnienie do odznaki”).
Poprawki do regulaminu odznaki zostały wprowadzone zarządzeniem Ministra Komunikacji z 22 kwietnia 1961. Poprawki doprecyzowywały procedury nadawania odznaki oraz zawierały wzór wniosku o nadanie odznaki.
25 lipca 1964 Minister Komunikacji wydał zarządzenie wydające nowy regulamin odznaki. Regulamin ten zmieniał zasady nadawania odznaki, jak również nie było w nim obowiązku stałego jej noszenia. Zawierał on również opis odznaki, ale był on praktycznie identyczny z poprzednim.
23 czerwca 1967 Minister Komunikacji wydał zarządzenie wprowadzające zmiany do regulaminu odznaki. Zmiany te pozwalały na odznaczanie odznaką pracowników komunikacji kolejowej państw obcych, oraz inne osoby (spoza resortu) za zasługi związane z działalnością kolejnictwa.
Regulamin odznaki został kolejny raz zmieniony zarządzeniem Ministra Komunikacji z 12 kwietnia 1969. Podstawową zmianą było zrobienie odznaki dwustopniową. Do tej pory nadawana odznaka stawała się odznaką srebrną i ustanowiono odznakę złotą.
Po raz trzeci nowy regulamin odznaki wprowadzono zarządzeniem ministra komunikacji z 16 listopada 1973. Regulamin ten był bardzo uproszczony w stosunku do poprzednich regulaminów. Zasady nadawania odznak były bardzo ogólne. Jest to ostatni regulamin odznaki.
Chociaż w 1987 zlikwidowano urząd Ministra Komunikacji, odznaka wciąż była nadawana nawet po zmianie ustroju i powstaniu III RP, zmieniono jedynie częściowo wygląd odznaki (litery „PRL” zastąpiono „RP”).
Obecnie, od 22 listopada 2000, za podobne zasługi nadawana jest jednostopniowa Odznaka honorowa „Zasłużony dla Kolejnictwa”, nadawana przez ministra właściwego do spraw transportu.

## Zasady nadawania

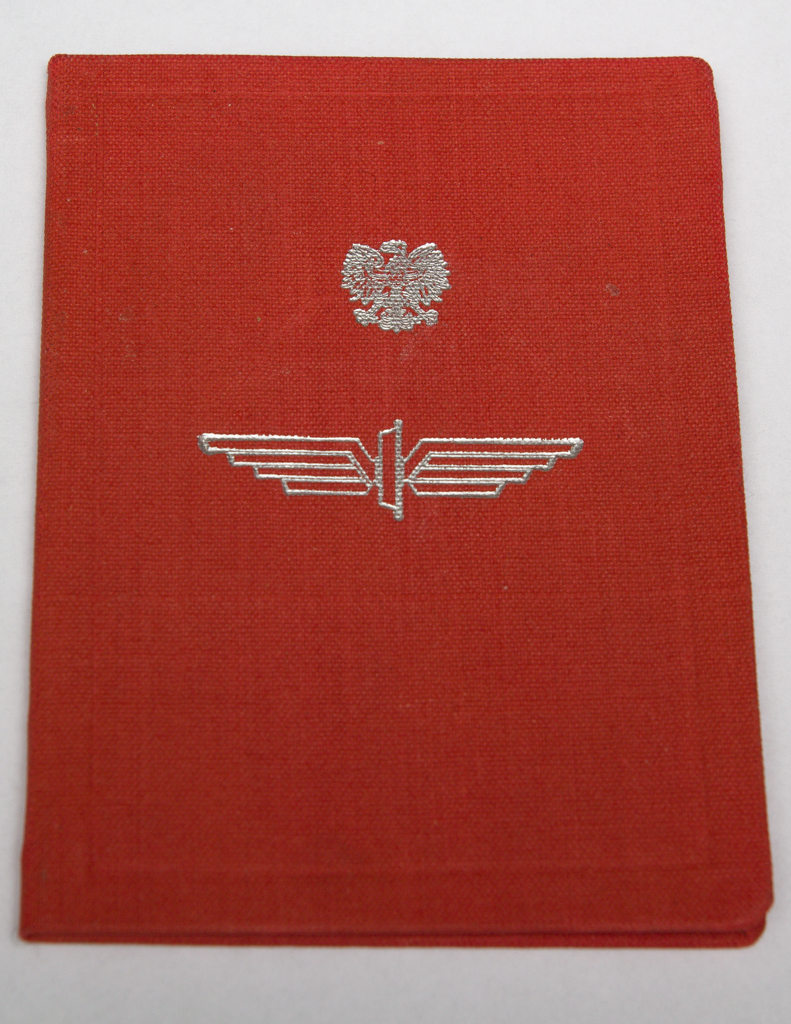
Okładka dokumentu odznaki

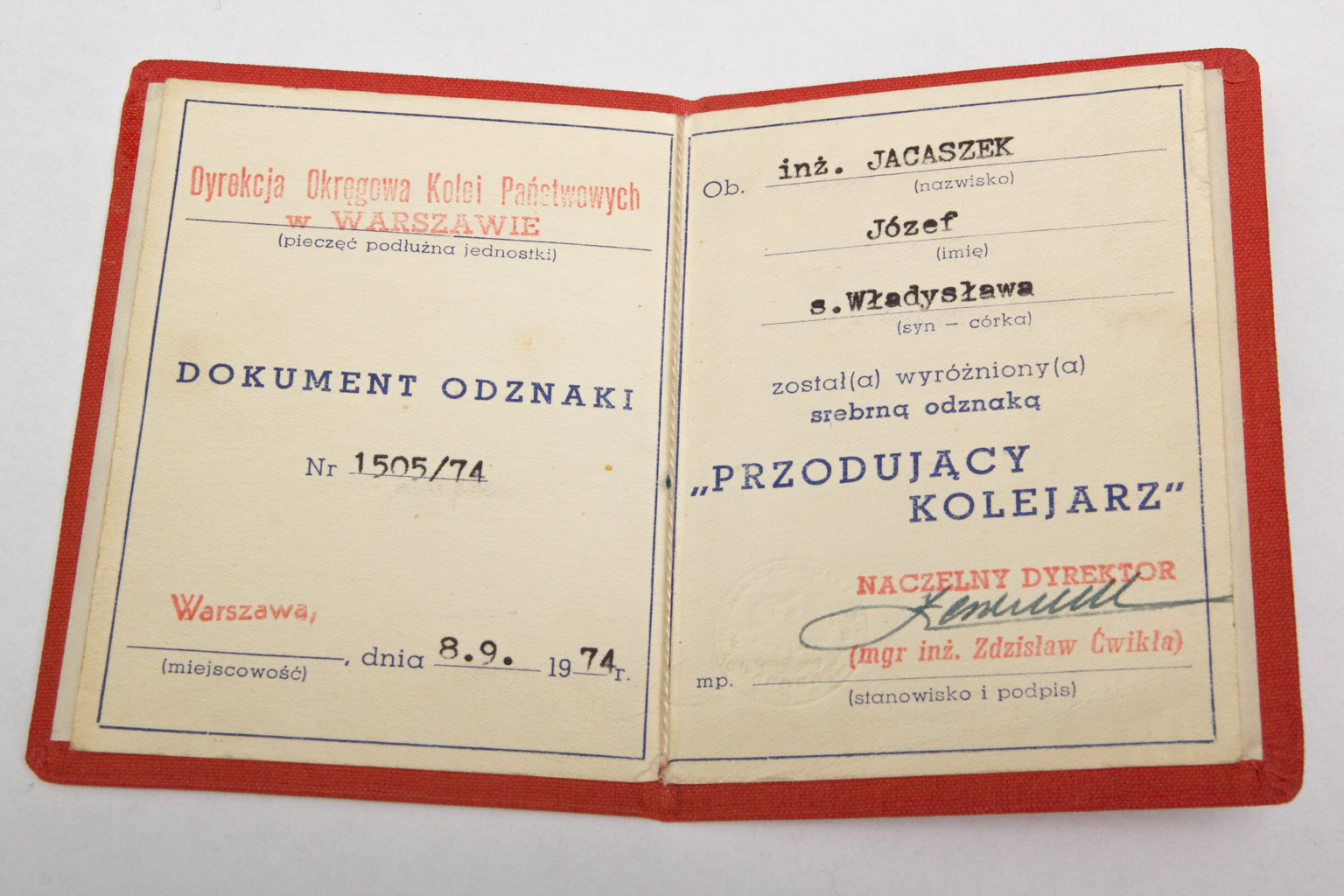
Dokument odznaki

Zasady nadawania zmieniały się przez lata. W pierwszym regulaminie były one bardzo szczegółowe. Wyróżniani nią mogli być w szczególności pracownicy kolejowi, którzy:
1) przekraczają zadania produkcyjne;
2) przez racjonalizatorstwo, usprawnienia, wynalazczość, współzawodnictwo i wprowadzenie postępu technicznego przyczynili się do obniżenia kosztów własnych przedsiębiorstwa;
3) wzorowym wypełnianiem obowiązków służbowych i przestrzeganiem dyscypliny dają przykład innym;
4) wytężoną praca pobudzają innych pracowników do wzmożenia wydajności pracy;
5) szczególnymi osiągnięciami w służbie przyczyniają się do przedterminowego wykonania planu;
6) przejawiają inicjatywę i pomysłowość w pracy;
7) dzięki kwalifikacjom zawodowym, staranności oraz czujności zapewniają bezawaryjną pracę taboru kolejowego i kolejowych urządzeń technicznych;
8) zapobiegli wypadkom kolejowym, próbom sabotażu i szkodnictwa.
Poza spełnianiem jednego z powyższych kryteriów, nagradzany musiał dodatkowo spełniać ogólne warunki:
1) co najmniej 3 lata nieprzerwanej służby kolejowej;
2) wykazywać się dobrą znajomość swej pracy oraz systematycznie pogłębiać swoje wiadomości fachowe;
3) wyróżniać się dbałością o majątek społeczny, a zwłaszcza kolejowy i kolei powierzony oraz wzorowo wypełniać zlecone mu obowiązki;
4) być zdyscyplinowany i obowiązkowy;
5) wykazywać wysoki poziom moralny i przykładne zachowanie;
6) posiadać właściwą postawę społeczną.
W przypadkach szczególnie uzasadnionych, za zgodą ministra, warunek minimalnego czasu pracy mógł być nie spełniony (dotyczyło to również wszystkich następnych regulaminów).
Odznaka mogła być również nadawana za długoletnią owocną pracę w kolejnictwie. Długoletnia praca oznaczała 25 lat pracy.
Nowy regulamin z 1964 zredukował listę przypadków w których pracownik mógł być odznaczony do 5 punktów. Mogli być odznaczeni pracownicy, którzy:
1) zapobiegli wypadkom kolejowym, próbom sabotażu i szkodnictwa.
2) przyczyniają się do przedterminowego wykonania planu przez szczególne osiągnięcia w służbie;
3) przejawiają inicjatywę i pomysłowość w pracy;
4) przyczynili się do obniżenia kosztów własnych przedsiębiorstwa przez racjonalizatorstwo, usprawnienia, wynalazczość, współzawodnictwo i wprowadzenie postępu technicznego;
5) zapewniają bezawaryjną pracę taboru kolejowego i kolejowych urządzeń technicznych.
Dodatkowe kryteria pozostały prawie bez zmian, jedynie podwyższono wymagany minimalny okres pracy wymagany dla otrzymania odznaki do 5 lat.
Możliwość nadawania odznaki za długoletnią pracę pozostawała bez zmian.
Zmiany z 1967 pozwalały na odznaczanie również pracowników komunikacji kolejowej państw obcych „za zasługi położone w dziedzinie umacniania współpracy międzynarodowej w zakresie transportu kolejowego”, oraz inne osoby (spoza resortu) „za zasługi związane z działalnością kolejnictwa”.
Wprowadzenie 2 stopniowej odznaki praktycznie nic nie zmieniało w zasadach nadawania, poza tym, że wymagany przedtem minimalny okres 5 lat pracy dotyczył teraz odznaki srebrnej, a w przypadku odznaki złotej, było to 10 lat. Aby otrzymać odznakę złotą, trzeba było otrzymać najpierw odznakę srebrną (nie dotyczyło to osób dodanych w poprawce z 1967).
W ostatnim regulaminie zasady były bardzo uproszczone. Poprzednie, szczegółowe warunki zostały zastąpione jednym zdaniem: „Odznaka ... jest zaszczytnym wyróżnieniem, nadawanym pracownikom kolejowym, za dobre wyniki uzyskane w pracy zawodowej i społecznej, jak również za długoletnią i nienaganną pracę w kolejnictwie.” Pozostał z poprzedniego regulaminu minimalny okres nieprzerwanej i nienagannej pracy (10 lat dla odznaki złotej i 5 lat dla odznaki srebrnej). Pozostawała również możliwość nadawania odznak obywatelom państw obcych oraz osobom spoza resortu komunikacji. Te 2 grupy osób, mogły otrzymać od razu odznakę złotą. W przypadku wszystkich pozostałych, odznaką złotą mogły zostać odznaczone wyłącznie osoby odznaczone wcześniej odznaką srebrną. Długoletnia praca była zdefiniowana jak poprzednio.

## Opis odznaki
Pierwszy opis odznaki stanowił:
Odznakę „Przodujący Kolejarz” stanowi gwiazda pięciopromienna, wpisana w koło o średnicy 36 mm, której ramiona o długości 7 mm są wklęsłe po bokach z górującym grzbietem w środku. Pomiędzy ramionami gwiazdy mieści się pięć promieni wypukłych z grzbietami pośrodku. Środkowy promień najdłuższy ma zakończenie tępe, pozostałe zaś promienie mają zakończenia ostre. Ramiona gwiazdy i promienie wiąże wieniec z liści laurowych, który zamyka koło o średnicy 17 mm. Koło składa się: a) z otoku, w którym umieszczony jest napis „Przodujący Kolejarz” na tle wypełnionym białą emalią i b) ze środka z literami „PRL” na tle wypełnionym czerwoną, przezroczystą emalią. Pod kołem z napisem „Przodujący Kolejarz” umieszczone jest godło kolejnictwa, składające się z koła wagonowego w skrócie perspektywicznym i 2 skrzydełek. Godło kolejnictwa jest tłoczone oddzielnie i nalutowane na odznakę. Na odwrotnej stronie odznaki przylutowany jest gwint z nakrętką. Cała odznaka jest srebrzona, a grzbiety promieni polerowane.
Pierwsza zmiana w opisie odznaki nastąpiła w 1967. Poprawka wykreśliła z opisu zdanie: „Godło kolejnictwa jest tłoczone oddzielnie i nalutowane na odznakę”. Oznaczało to, że nadawane odznaki mogły mieć zarówno formę nadawaną do tej pory, jak i uproszczoną, w której godło kolejnictwa jest integralną częścią odznaki.
Opis odznaki zmienił się kolejny raz w momencie ustanowienia odznaki dwustopniową. Ostatnie zdanie opisu przyjęło brzmienie: „Cała odznaka, w zależności od jej stopnia, jest srebrzona lub złocona, a grzbiety promieni polerowane”.
Ostatni, obowiązujący do dziś, opis odznaki ma formę:
Odznakę „Przodujący Kolejarz” stanowi gwiazda pięciopromienna, wpisana w koło o średnicy 36 mm, której ramiona o długości 7 mm są wklęsłe po bokach z górującym grzbietem w środku.
Pomiędzy ramionami gwiazdy mieści się pięć promieni wypukłych z grzbietami pośrodku. Środkowy promień najdłuższy ma zakończenie tępe, pozostałe zaś promienie mają zakończenia ostre.
Ramiona gwiazdy i promienie mają wieniec z liści laurowych, który zamyka koło o średnicy 17 mm. Koło składa się:
1) z otoku, w którym umieszczony jest napis „Przodujący Kolejarz” na tle wypełnionym białą emalią i
2) ze środka z literami „PRL” na tle wypełnionym czerwoną, przezroczystą emalią.
Pod kołem z napisem „Przodujący Kolejarz” umieszczone jest godło kolejnictwa, składające się z koła wagonowego w skrócie perspektywicznym i 2 skrzydełek. Na odwrotnej stronie odznaki przytwierdzona jest agrafka lub gwint z nakrętką. Cała odznaka, w zależności od jej stopnia, jest srebrzona lub złocona, a grzbiety promieni polerowane.
W rozporządzeniu, pod opisem odznaki, umieszczony jest rysunek wzoru odznaki. Jest on praktycznie niezmieniony od pierwszego opisu odznaki. Oznacza to, że odznaki wydawane w latach późniejszych nie były zgodne z tym rysunkiem. Przedstawia on bowiem pierwszą wersję odznaki, z nalutowywanym godłem kolejnictwa. Późniejsze odznaki (m.in. wszystkie złote), miały godło z mniejszym kołem, będące całością z resztą odznaki. W pierwszej wersji odznaki, zgodnej z rysunkiem, koło wagonowe nachodzi na otok z napisem „Przodujący Kolejarz”, w późniejszych wersjach, jest ono w całości poniżej otoku.
Nowy opis odznaki dopuszcza mocowanie na agrafkę lub gwint. W praktyce wszystkie odznaki nowego typu miały mocowanie na agrafkę.
W III RP zastąpiono litery „PRL” w środku odznaki, literami „RP”, ale zmiana ta nie ma podstawy prawnej (poza Nowelą grudniową). Nie wyszło rozporządzenie z nowym opisem odznaki, ani poprawki do ostatniego obowiązującego.